# Fijis herrlandslag i fotboll
Fijis herrlandslag i fotboll representerar Fiji i fotboll. Första matchen spelades den 7 oktober 1951, då man föll med 4-6 hemma mot Nya Zeeland.

## Placeringar iOceaniska mästerskap
- 1973 - 5:a
- 1980 - 4:a
- 1996 - ej kvalificerade
- 1998 - 3:a
- 2000 - kvalificerade, men ersatta på grund av strejker
- 2002 - första rundan
- 2004 - 4:a
- 2008 - 3:a
- 2012 - första rundan